# Jacek Imiela

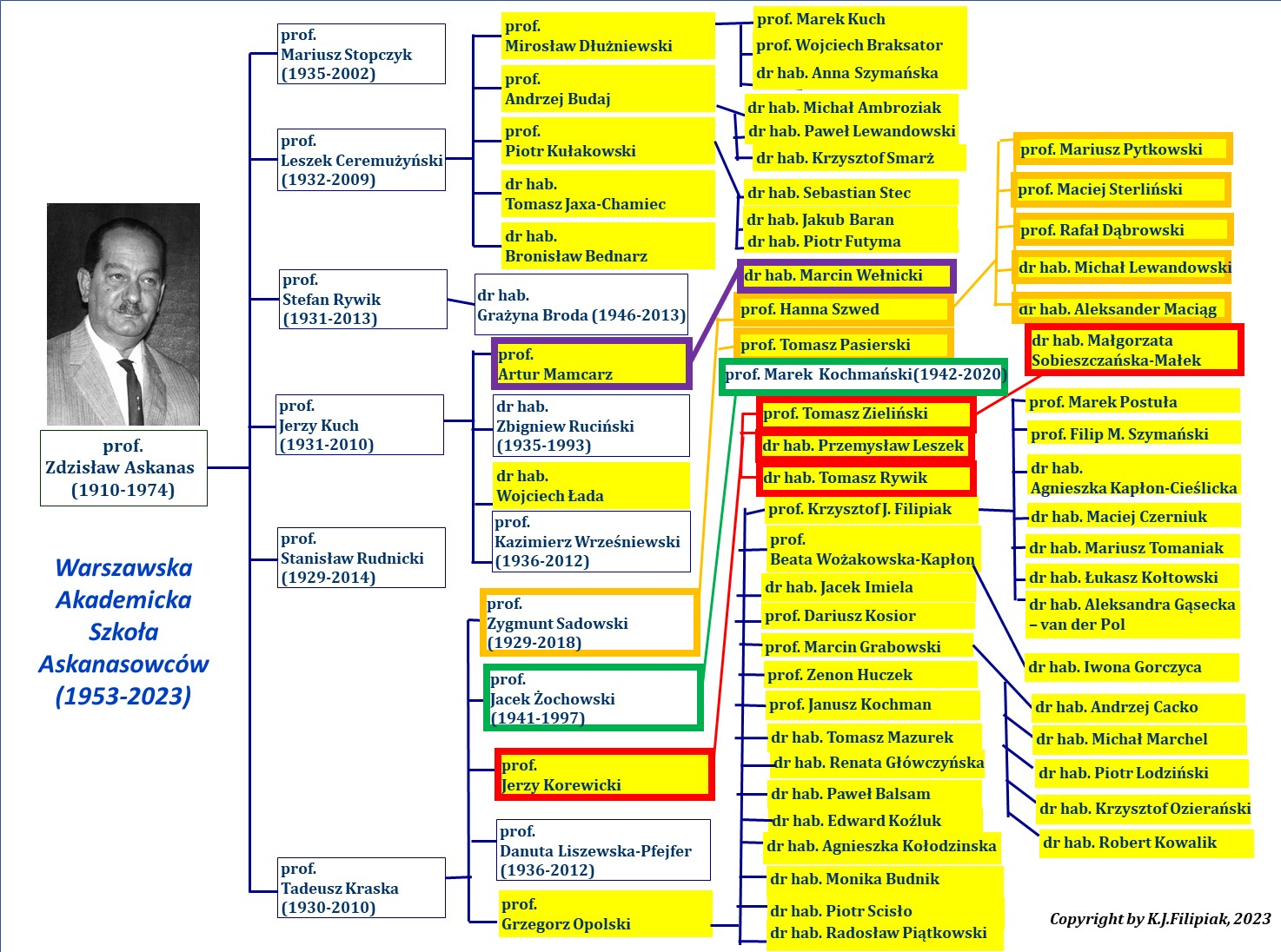
Drzewo genealogiczne spadkobierców naukowych Zdzisława Askanasa, uwzględniające Jacka Imielę

Jacek Rafał Imiela (ur. 1947) – polski lekarz, internista i nefrolog, nauczyciel akademicki, doktor habilitowany nauk medycznych.

## Życiorys
W 1971 ukończył studia medyczne. Uzyskiwał następnie stopnie naukowe doktora (1981) i doktora habilitowanego nauk medycznych. Specjalizował się w zakresie chorób wewnętrznych (I stopnia w 1976 i II stopnia w 1981) i nefrologii.
Zawodowo związany z warszawską Akademią Medyczną, przekształconą w Warszawski Uniwersytet Medyczny. Objął stanowisko kierownika Zakładu Pielęgniarstwa Społecznego na Wydziale Nauki o Zdrowiu z Oddziałem Pielęgniarstwa, Oddziałem Zdrowia Publicznego i Oddziałem Dietetyki tej uczelni. Praktykę lekarską podjął w Międzyleskim Szpitalu Specjalistycznym w Warszawie, gdzie został ordynatorem oddziału wewnętrznego i nefrologii. W 2009 powierzono mu funkcję krajowego konsultanta w dziedzinie chorób wewnętrznych. Był także wiceprezesem Towarzystwa Internistów Polskich, a w 2016 został prezesem tej organizacji. Członek Rady Naukowej Centrum Medycznego Kształcenia Podyplomowego.
Jest autorem m.in. książki Medycyna, moja miłość: opowieści lekarza (Wydawnictwo Literackie, Kraków 2012).

## Odznaczenia
W 2013, za wybitne zasługi w pracy naukowo-dydaktycznej w dziedzinie nauk medycznych, za działalność na rzecz ochrony zdrowia publicznego, prezydent Bronisław Komorowski odznaczył go Krzyżem Komandorskim Orderu Odrodzenia Polski. W 2010 wyróżniony Złotym Krzyżem Zasługi.